# 다비드 마이리에
다비드 마이리에 메드라노(스페인어: David Myrie Medrano, 1988년 6월 1일 ~ )는 코스타리카의 축구 선수이다. 현재 코스타리카 축구 국가대표팀에서 뛰고 있다.